# لورن، ویکتوریا
لورن (به انگلیسی: Lorne) یک شهرک در استرالیا است که در ویکتوریا (استرالیا) واقع شده‌است.